# La Bande Casaroli
Pour plus de détails, voir Fiche technique et Distribution.

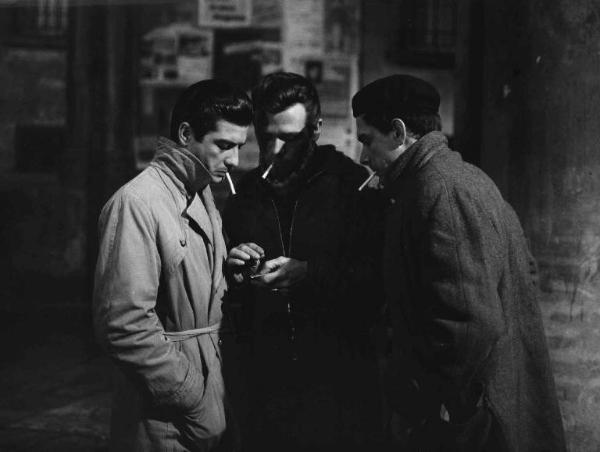
Scène du film "La banda Casaroli" - Réalisé par Florestano Vancini - 1962 - Acteurs Jean-Claude Brialy, Renato Salvatori et Tomas Milian

La Bande Casaroli (La banda Casaroli) est un film franco-italien réalisé par Florestano Vancini et sorti en 1962.
Le film est inspiré, des faits réels provoqués par l'organisation criminelle surnommée banda Casaroli (it) en Italie en automne 1950.

## Synopsis
Sur une place de Bologne saturée par le brouillard et gardée par la police, alors qu'une fusillade sanglante vient de se terminer, un jeune homme erre émerveillé parmi les badauds sous les arcades.
Il s'agit de Gabriele Ingenis, natif d'Istrie, qui quelques mois plus tôt dans un parc d'attractions de Bologne a rencontré Corrado Minguzzi, un vieil ami, en compagnie de Paolo Casaroli, un exalté nostalgique du fascisme. Bientôt, les trois sont liés à un destin commun, se procurant des armes et formant une bande de braqueurs de banque avec d'autres complices occasionnels.
Improvisant presque, ils réalisent le premier braquage dans un village agricole de Lombardie contre une petite banque. Plus tard, la bande s'organise et ils attaquent à Gênes une banque pleine d'employés et de clients, vidant le coffre-fort.

## Fiche technique
Sauf indication contraire, les informations mentionnées dans cette section peuvent être confirmées par la base de données cinématographiques IMDb,  présente dans la section « Liens externes ».
- Titre français : La Bande Casaroli ou Le Gang Casaroli[3]
- Titre original italien : La banda Casaroli[4]
- Réalisation : Florestano Vancini
- Scenario : Florestano Vancini, Federico Zardi (it), Sergio Perucchi, Stefano Strucchi
- Photographie :	Alessandro D'Eva (it)
- Montage : Tatiana Casini Morigi (it)
- Musique : Mario Nascimbene
- Décors et costumes : Carlo Egidi
- Production : Gianni Hecht Lucari (it)
- Société de production : Documento Film, Le Louvre Film
- Pays de production :  Italie -  France
- Langue originale : italien
- Format : Noir et blanc - 1,37:1 - Son mono - 35 mm
- Durée : 100 min (1 h 40[4])
- Genre : Biopic, drame et film de gangsters
- Dates de sortie :
  - Italie : 8 septembre 1962
  - France : 28 mai 1965[3]

## Distribution
- Renato Salvatori : Paolo Casaroli
- Jean-Claude Brialy : Corrado Minguzzi
- Tomás Milián : Gabriele Ingenis
- Gabriele Tinti : Agent Spinelli
- Leonardo Severini : Pietro Seria
- Marcella Rovena : La mère de Gabriele
- Isa Querio : La mère de Paolo
- Adriano Micantoni : Giuliano Rinaldi
- Loredana Nusciak